# Arthropleuridea
Los artropleurídeos (Arthropleuridea) son una subclase extinta de artrópodos miriápodos que florecieron durante el período Carbonífero, tras haberse originado durante el Silúrico, y pereciendo debido a los cambios climáticos durante el Pérmico Inferior. Sus miembros se caracterizan por poseer diplosegmentos ("segmentos dobles" fusionados, como en los actuales milpiés), lóbulos tergales separados del eje del cuerpo por una sutura, y por tener placas esclerotizadas que reforzaban las inserciones para las patas. A pesar de sus rasgos únicos, recientes investigaciones filogenéticas sugieren que Arthropleuridea debe ser incluida entre los milpiés en la clase Diplopoda. La subclase contiene tres órdenes reconocidos, cada uno con un único género.

## Características
Arthropleuridea es sobre todo conocido por el género Arthropleura (orden Arthropleurida). Alcanzando unos 2 metros de longitud, los artropleúridos están entre los mayores artrópodos que jamás hayan vivido. La ausencia de grandes depredadores vertebrados terrestres y el alto contenido en oxígeno de la atmósfera de su época probablemente fueron los factores que les permitieron crecer tanto. Los artropleúridos vivieron principalmente en pantanos de hulla que eran comunes por entonces y pueden haber cavado madrigueras en sus suelos. Eran tanto herbívoros como detritívoros. Aparte de su tamaño, sus rasgos más distintivos eran sus patas con ocho segmentos (llegando hasta 30 pares) y un exoesqueleto extremadamente resistente. No hay evidencia de que tuvieran espiráculos, por lo que estos animales deben haber usado pulmones o branquias para su respiración. Arthropleura se extinguió cuando el clima se volvió más seco y los pantanos de hulla se secaron. Huellas fósiles de Arthropleura de más de 50 centímetros de ancho se han encontrado en Joggins (Nueva Escocia).
Se piensa que muchos artropleuridanos eran terrestres, aunque sin ninguna estructura respiratoria conocida, su condición terrestre se asume solo por analogía con los artrópodos modernos. Sin embargo, las primeras formas, tales como Eoarthropleura (orden Eoarthropleurida), parecen haber sido acuáticas. Por esta razón, se ha cuestionado la inclusión de Arthropleuridea entre los milpiés debido a que no se conoce ningún miriápodo moderno acuático. Eoarthropleura ha sido hallado en estratos que van del Silúrico Superior al Devónico Superior de Europa y Norteamérica.
Microdecemplex, del orden Microdecemplicida, era mucho más pequeño en comparación con otros artropleuridanos, de solo unos milímetros de largo. Este género es conocido de estratos del Devónico Medio a Superior del estado de Nueva York, en Estados Unidos.

## Clasificación taxonómica
Tras varias décadas de incertidumbre, Arthropleuridea fue situada dentro de Diplopoda en el año 2000. No obstante, aún subsiste la controversia acerca de las relaciones de los tres órdenes con los grupos actuales de milpiés. Algunos autorees sitúan a Arthropleuridea dentro de Chilognatha, como un grupo hermano de todos los milpiés quilognatos modernos (Pentazonia + Helminthomorpha). Una hipótesis alternativa rompe la subclase: situaría a los órdenes Arthropleurida y Eoarthropleurida dentro del grupo basal Penicillata (siendo hermano de los actuales Polyxenida), y dejando solo a Microdecemplicida como grupo hermano de los Chilognatha. De acuerdo con esta hipótesis, Arthropleuridea sería una agrupación parafilética.